# Людина-мураха та Оса: Квантоманія
«Людина-мураха та Оса: Квантоманія» (англ. Ant-Man and the Wasp: Quantumania) — американський художній фільм режисера Пейтона Ріда заснований на персонажах Marvel Comics Скота Ленґ / Людину-мураху і Гоуп ван Дайн / Осі. Спродюсований Marvel Studios з Walt Disney Studios Motion Pictures у ролі дистриб'ютора. Тридцять перша стрічка в рамках Кіновсесвіту Marvel (КВМ) і перша стрічка п'ятої фази. Картина є сиквелом до фільмів «Людина-мураха» (2015) і «Людина-мураха і Оса» (2018). Сценарій до фільму написав Джефф Лавнесс. У центрі сюжету знову постав Скотт Ленґ у виконанні Пола Радда і Гоуп ван Дайн у виконанні Еванджелін Ліллі, а також персонажі Майкла Дуґласа, Мішель Пфайффер, Кетрін Ньютон і Джонатана Мейджорса.
Скотт Ленґ з родиною через експерименти дочки випадково опиняються у Квантовому вимірі. Там вони знаходять відповіді на питання чим займалася Джанет ван Дайн у минулі роки та зустрічають нову загрозу для мультивсесвіту.

## Сюжет
Під час перебування в пастці в Квантовому вимірі, Джанет ван Дайн зустрічає Канґа - мандрівника-вигнанця, який стверджує, що вони обоє зможуть втекти з Квантового виміру, якщо Джанет допоможе йому відновити його Мультиверсальне ядро сили. Після того, як їм вдається його відремонтувати, Джанет контактує з ядром і бачить видіння, в якому Канґ завойовує та руйнує цілі часові лінії. Джанет використовує свої частинки Піма, щоб збільшити Ядро і зробити його непридатним для використання.
У наш час, після Битви за Землю, Скотт Ленґ стає успішним мемуаристом і живе щасливо зі своєю дівчиною Гоуп ван Дайн. Донька Скотта, Кессі, стала політичною активісткою, у результаті чого вона провела деякий час у в’язниці. У гостях в Генка Піма та Джанет, Кессі розповідає, що вона працювала над пристроєм, який може встановити контакт з Квантовим виміром. Дізнавшись про це, Джанет панікує та силоміць вимикає пристрій, але повідомлення отримано, в результаті чого відкривається портал, який затягує їх у Квантову сферу. Скотта та Кессі знаходять тубільці, які повстали проти свого правителя, а Гоуп, Джанет і Генк досліджують розгалужене місто, щоб отримати відповіді.
Гоуп, Джанет і Генк зустрічаються з лордом Кріларом, колишнім союзником Джанет, який розповідає, що все змінилося після її відходу, і що він тепер працює на Канґа, який правитель королівства. Ці троє змушені тікати та викрасти корабель Крілара. Лідер повстанців Дженторра каже Ленґам, що зв'язок Джанет з Канґом опосередковано відповідає за його прихід до влади. Невдовзі повстанці зазнають нападу сил Канґа на чолі з М.О.Д.О.Ком, який, як виявилося, є Дарреном Кросом , який пережив свою смерть від рук Скотта. 
Ленґів доставляють до Канґа, який вимагає, щоб Скотт допоміг повернути його Мультиверсальне ядро сили, інакше він уб’є Кессі. Скотт опиняється в місці розташування ядра та зменшується. Він ледь не потонув у морі варіантів самого себе, але приходить Гоуп і допомагає йому отримати Ядро. Однак Канґ відмовляється від угоди, захоплюючи Джанет і знищує її корабель з Генком. Після того, як його врятували його мурахи, які також були залучені в Квантовий всесвіт, швидко еволюціонували та стали надрозумними, Генк допомагає Скотту та Гоуп, коли вони йдуть до Канґа. Кессі рятує Дженторру, і вони починають повстання проти Канґа та його армії. Під час бою Кессі звертається до персонажа Кроса, який переконує його повернутися на бік і битися з Канґом, хоча це коштує йому життя.
Джанет лагодить Ядро, Генк, Гоуп і Кессі стрибають через портал додому, але Канґ атакує Скотта. Гоуп повертається і разом зі Скоттом знищують Ядро та вбивають Канґа. Кессі знову відкриває портал зі свого боку, щоб Скотт і Гоуп повернулися додому. Коли Скотт щасливо повертається до буденного життя, він на трохи задумується, що смерть Канґа є початком чогось жахливого, але вирішує не перейматися цим.
У сцені після титрів численні варіанти Канґа зустрічаються, щоб обговорити смерть Завойовника та спланувати своє повстання, стурбовані зростанням інтересу до Мультивсесвіту з боку героїв Землі-616. Потім Локі та Мобіус М. Мобіус бачать інший варіант Канґа на ім’я Віктор Таймлі у 1900-х роках.

## У ролях
- Пол Радд — Скотт Ленґ / Людина-мураха:

Колишній дрібний злочинець, який викрав костюм, що дозволяє йому зменшуватися або збільшуватися, а також збільшуватися в силі.
- Еванджеліна Ліллі — Гоуп ван Дайн / Оса:

Дочка Генка Піма і Джанет ван Дайн, яка передала аналогічний костюм і мантію Оси від її матері. Її стосунки з Ленґом переросли в романтичні.
- Майкл Дуґлас — Генк Пім:

Колишній агент Щ.И.Т.а, ентомолог і фізик, який став оригінальною людиною-мурахою після виявлення субатомних частинок, які роблять можливе зменшення. Пім став набагато ближче до своєї дочки Гоуп з часу першого фільму.
- Мішель Пфайффер — Джанет ван Дайн:

Дружина Генка Піма, яка є першою Осою.
- Кетрін Ньютон — Кессі Ленґ[en]:

Дочка Ленґа і Меґґі.
- Джонатан Мейджорс — Канґ Завойовник[9]

- Білл Мюррей — Крілар[10]

- Рендалл Парк — Джиммі Ву

- Корі Столл — М.О.Д.О.К.

- Девід Дастмалчян — Веб

- Кеті О'Браян — Дженторра

Крім того, у сцені після титрів з'являються та Том Гіддлстон та Оуен Вілсон як Локі та Мобіус М. Мобіус відповідно.

## Виробництво

### Розробка
Перед виходом «Людини-мурахи та Оси» (2018) режисер Пейтон Рід відзначив, що він і Marvel дуже сподіваються на третю частину, обговорення потенційних варіантів історії для триквела вже відбулися. Рід відзначив важливість квантової реальності, яка була представлена в першому фільмі «Людина-мураха» і була більш докладно розкрита в сиквелі. У лютому 2019 року Майкл Дуґлас, кажучи про потенційний триквел, сказав, що «були розмови [про третю частину]… [але] ніяких точних домовленостей не досягнуто». Хоча Еванджелін Ліллі тоді ще не чула про якісь плани щодо своєї героїні Гоуп ван Дайн / Оси після фільму «Месники: Завершення» (2019), вона заявила, що «Гоуп на середині шляху. Я не думаю, що її подорож в кіновсесвіту незабаром закінчиться». У жовтні 2019 року Мішель Пфайффер висловила інтерес до повернення до ролі Джанет ван Дайн. А Кевін Файгі, будучи Спрошенние про майбутнє Пола Радда як Людини-мурахи, відповів: «Шахові фігури були розставлені дуже точно після [Месників: Завершення]. Ті, що прибрані з дошки, — дійсно прибрані, а про тих, що ще в грі, наприклад, про Людину-мураху, — не можна міркувати з повною впевненістю». Радда запитали, чи повернеться він до своєї ролі в третьому сольному фільмі або в рамках міні-франшизи іншого героя кіновсесвіту; актор відповів, що обговорювалися обидва ці варіанти.
На початку листопада 2019 року був підтверджено, що Пейнтон Рід стане режисером «Людини-мурашки 3», Пол Радд, Еванджелін Ліллі і Майкл Дуґлас знову виконають свої ролі. Зйомки планувалося почати в січні 2021 року зі ймовірним релізом фільму в 2022 році. Студія була зацікавлена в залученні нових режисерів для роботи над «старими» персонажами, але Рід був найнятий знову, тому що керівники студії розуміли, що режисер «дійсно розбирається в цій міні-всесвіту Людини-мурашки, і хотіли дати йому можливість закінчити трилогію». Джефф Лавнесс, один зі сценаристів мультсеріалу Рік і Морті, став сценаристом фільму «в перші дні закриття провадження проектів в Голлівуді» через пандемії коронавіруса; робота над сценарієм почалася в квітні 2020 року. У той момент все ще було неясно, коли почнеться виробництво фільму. У серпні 2020 року Пейтон Рід підтвердив, що розробка фільму триває під час пандемії. Незважаючи на чутки про зменшення ролі Еванджелін Ліллі після спірних коментарів про пандемію, режисер розповів, що Ліллі отримає за третій фільм той же гонорар, що і Радд, оскільки її персонаж буде «дуже, дуже важливою частиною» команди Людини-мурашки і Оси. Рід додав, що історія для фільму вже написана, хоча нічого офіційно він підтвердити не може. Режисер сказав, що третій фільм буде «більш великим, більш глобальним фільмом, ніж перші два, [з] зовсім інший візуальної подачею».

### Пре-продакшн
У вересні 2020 року Джонатан Мейджерс отримав у фільмі «головну роль», за повідомленнями, роль Канґа Завойовника. У листопаді було оголошено, що виробництво почнеться в 2021 році. У грудні 2020 Мішель Пфайффер підтвердила, що повернеться до ролі Джанет ван Дайн, зйомки триквела почнуться на початку 2021 року, а прем'єра відбудеться у 2022 році. На дні інвесторів Disney Кевін Файгі розкрив назву фільму «Людина-мураха і Оса: Квантоманія», підтвердив повернення Радда, Ліллі, Дуґласа і Пфайффер, участь Мейджерса в проєкті в ролі Канґа Завойовника, а Кетрін Ньютон — в ролі Кессі Ленґ. Емма Фурманн, яка виконала роль Кессі-підлітка в «Месники: Завершення», була засмучена тим, що її замінили; актриса сподівалася грати цю роль і в майбутніх проєктах кіновсесвіту.

### Фільмування
Основна частина знімального періоду почалася на початку 2021 року. Зйомки були завершені в листопаді 2021 року. Згідно з «Vulture», більшість зусиль аніматорів були спрямовані на більш пріоритетний фільм «Чорна пантера: Ваканда назавжди». Один з майстрів спецефектів зазначив, що «певні сцени були обрізані або іншим чином змінені, щоб заощадити гроші, час або приховати неможливість це зробити».

## Прокат
Прем'єра відбулася 6 лютого 2023 року у Regency Village Theatre у Вествуді. Початок широкого прокату фільму «Людина-мураха й Оса: Квантоманія» був запланований на 17 лютого 2023 року.

## Сприйняття
На агрегаторі кінорецензій «Rotten Tomatoes» фільм зібрав 47 % схвалення від критиків, але 83 % від пересічних глядачів.
Білдж Ебірі на сайті «Vulture» розкритикував, що світ, показаний на екрані, непереконливий, непослідовний, а актори поводяться так, ніби не знають де перебувають; дії персонажів не відповідають навколишній обстановці. Канґ описаний як величезна загроза, але більшість часу він просто ходить і шепоче. Ті ж його здібності, які він все ж проявляє, не є чимось особливим для всесвіту Marvel. На відміну від першої «Людини-мурахи», «Квантоманія» використовує гумор, щоб замаскувати недбалість виробництва і це втомлює глядачів. За словами критика, «мені щиро шкода людей, які знімають один із таких фільмів. Це відчувається як крик про допомогу».
Манохла Даргіс із газети «The New York Times» писав, що Пол Радд грає типового «звичайного хлопця, який доводить, що він неординарний — персонажа, який лестить половині глядачів і ніколи не вийде з моди». Натомість квантовий вимір барвистий, поєднуючи мотиви космосу та морських глибин, а його жителі «дотепні». Але все це не є достатньо оригінальним і слугує лише щоб представити нового лиходія Канґа.
Велика частина критики була спрямована на низькоякісну комп'ютерну графіку, а конкретно тьмяне освітлення сцен і вигляд М.О.Д.О.К.а. Це був не перший випадок, коли Marvel критикували за погані спецефекти, зокрема зйомки акторів на фоні світлодіодного екрана замість використання хромакею.

## Майбутнє
У червні 2018 року Майкл Дуґлас висловив інтерес до того, щоб зіграти молодого Генка Піма в приквелі. Подібну ідею запропонував Пейтон Рід ще в червні 2015 року.